# Zderzenie Galaktyki Andromedy z Drogą Mleczną

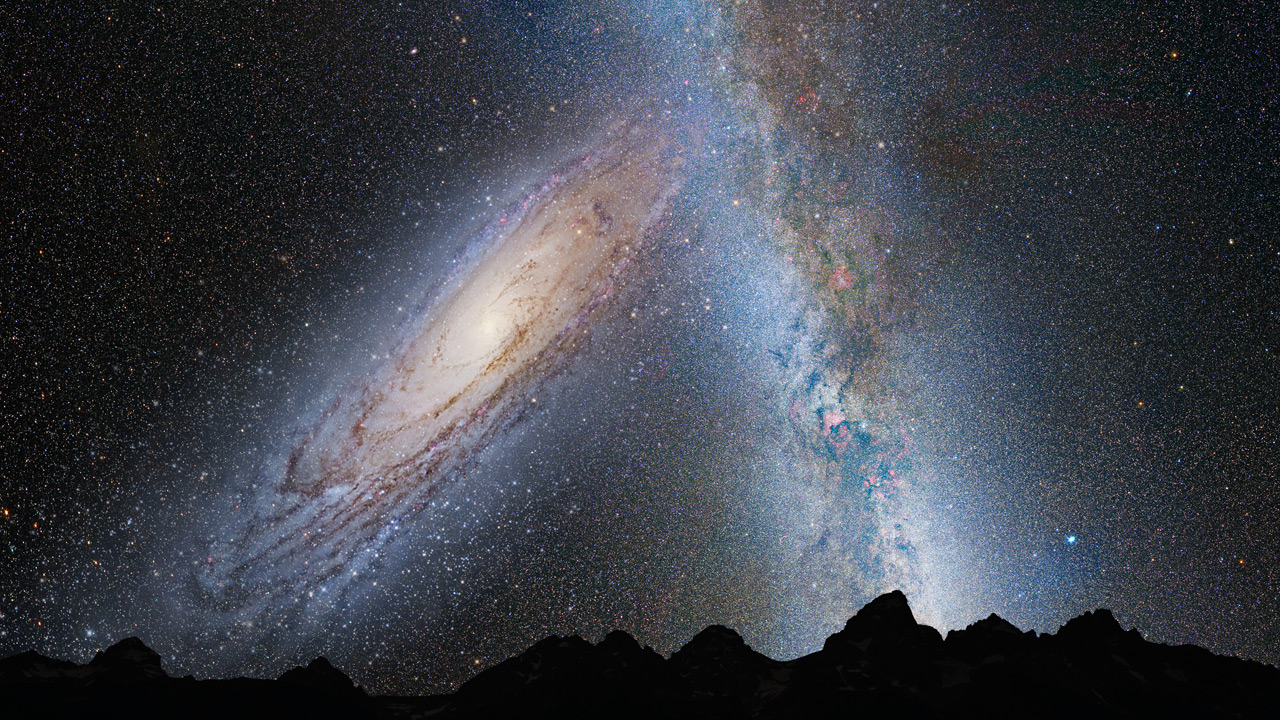
Przewidywany widok fragmentu nieba z Drogą Mleczną i galaktyką Andromedy za około 4 miliardy lat.

Zderzenie Galaktyki Andromedy z Drogą Mleczną – przewidywane przyszłe zderzenie dwóch największych galaktyk Grupy Lokalnej: Drogi Mlecznej i Galaktyki Andromedy (M31), mające rozpocząć się za około 4,5 miliarda lat i mające następnie trwać kolejne kilka miliardów lat.

## Stan obecny

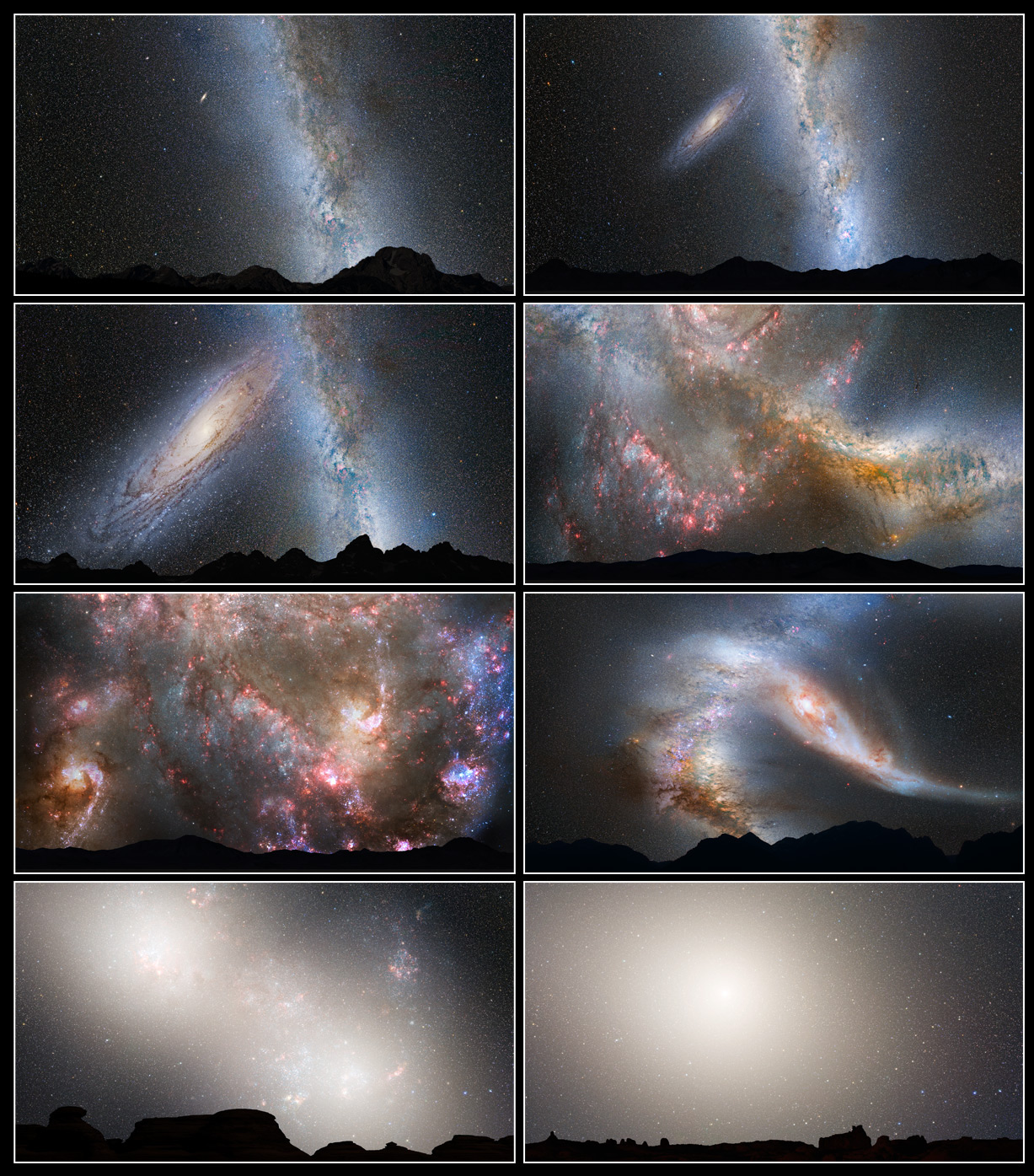
Przewidywany widok nieba w kolejnych etapach kolizji.

Obecnie galaktyka M31 znajduje się w odległości 2,52 miliona lat świetlnych (ok. 23,5 trylionów km) od Drogi Mlecznej i zbliża się (prędkość radialna) do niej z prędkością około 400 tys. km/h, na co wskazuje przesunięcie ku fioletowi światła docierającego z M31. Nie oznaczało to jednak, że obie galaktyki z pewnością się zderzą, nieznana bowiem pozostawała składowa prędkości prostopadła do kierunku łączącego galaktyki (prędkość tangencjalna), przy dużej prędkości galaktyki minęłyby się w dużej odległości od siebie. W maju 2012 roku ogłoszono, że na podstawie pomiarów wykonanych przez Teleskop Hubble'a do zderzenia dojdzie, a w wyniku tegoż zdarzenia galaktyki połączą się w jedną.
Wysłana przez Europejską Agencję Kosmiczną sonda kosmiczna Gaia pozwoliła ustalić przesunięcia gwiazd w Galaktyce Andromedy i wyznaczyć wektor prędkości z większą dokładnością, zawężając rozpatrywane scenariusze zderzenia.

## Przebieg zderzenia
Proces zderzania Drogi Mlecznej z M31 będzie długotrwały. Już pierwsze zbliżenie tych dwóch wielkich galaktyk, za ok. 4 miliardy lat, zaburzy ich spłaszczony kształt. Zderzenie obłoków materii międzygwiazdowej rozpocznie intensywne procesy gwiazdotwórcze w obu galaktykach. Odkształcone galaktyki mogą następnie ponownie oddalić się, by później w kolejnym zbliżeniu zlać się ostatecznie w jedną. W wypadku gdy zderzenie będzie miało charakter czołowy, wówczas wszystkie gwiazdy obu galaktyk mogą zostać rozproszone, trafiając na nowe orbity wokół nowego centrum galaktyki. Gdy połączą się jądra obu galaktyk, orbity gwiazd nie będą już położone w jednej płaszczyźnie, ale rozrzucone losowo w przestrzeni – powstanie wielka galaktyka eliptyczna.
Cały proces skomplikuje dołączenie trzeciej galaktyki spiralnej, M33 (Galaktyki Trójkąta). Jest nawet pewne prawdopodobieństwo, że Galaktyka Trójkąta zderzy się z Drogą Mleczną jako pierwsza.

### Łączenie się jąder galaktyk
Droga Mleczna ma w swym centrum supermasywną czarną dziurę szacowaną na 4,3 miliona mas Słońca. W jądrze Galaktyki Andromedy też znajduje się supermasywna czarna dziura o masie od 10 do 20 milionów mas Słońca. Zbliżając się do siebie, czarne dziury będą krążyły wokół wspólnego środka masy, będącego centrum nowo powstałej galaktyki. Moment pędu, a tym samym i energia wirującego układu, będzie przenoszona na energię orbitalną gwiazd, które w wyniku tego oddalą się od centrum. Proces ten będzie trwał miliony lat. Kiedy czarne dziury zbliżą się na odległość jednego roku świetlnego od siebie, będą emitować fale grawitacyjne, które będą unosić energię poza galaktyki. Proces ten będzie przybierał na sile, aż czarne dziury połączą się całkowicie. W trakcie łączenia się może utworzyć się silny kwazar z dżetami lub aktywne jądro galaktyki. Symulacje zderzenia galaktyk wskazują, że Układ Słoneczny z Ziemią po takim zdarzeniu może być zarówno przeniesiony w pobliże centrum galaktyki, jak i wyrzucany z galaktyki.

## Konsekwencje
Nawet kiedy dojdzie do zetknięcia się tych dwóch galaktyk, ewentualne kolizje oraz zbliżenia gwiazd są bardzo mało prawdopodobne. Dlatego zderzenie galaktyk zapewne będzie miało mały wpływ na trajektorie ciał w Układzie Słonecznym, w tym Ziemi. Jego efekty będą natomiast widoczne w większej skali – zaburzeniu ulegną trajektorie gwiazd w ich ruchu orbitalnym wokół centrów obu galaktyk.
Przewiduje się, że za około 100 miliardów lat, ze względu na przyspieszoną ekspansję Wszechświata spowodowaną ciemną energią, galaktyki niezwiązane grawitacyjnie z Grupą Lokalną przenikną przez kosmologiczny horyzont zdarzeń i pozostałość po zderzeniu Galaktyki Andromedy z Drogą Mleczną stanie się jedyną dużą galaktyką w obserwowalnym Wszechświecie.